# Alexandroff-Topologie
Ein Alexandroff-Topologie ist im mathematischen Teilgebiet der Topologie ein topologischer Raum mit einem speziellen Verhältnis von offenen und abgeschlossenen Mengen.

## Definition
Ein topologischer Raum, in dem jeder beliebige Schnitt von offenen Teilmengen wieder offen ist oder äquivalent jede Vereinigung von abgeschlossenen Teilmengen wieder abgeschlossen ist, hat eine Alexandroff-Topologie.

## Lemmata
- Unterräume von Alexandroff-diskreten Räumen sind Alexandroff-diskret.[1]
- Quotientenräume von Alexandroff-diskreten Räumen sind Alexandroff-diskret.[1]
- Endliche Produkte von Alexandroff-diskreten Räumen sind Alexandroff-diskret.[1]
- Bilder von Alexandroff-diskreten Räumen unter stetigen und offenen Abbildungen sind Alexandroff-diskret.[1]
- Alexandroff-diskrete Räume sind P-Räume. In P-Räumen sind nur abzählbare Schnitte von offenen Mengen wieder offen.
- Alexandroff-diskrete Räume sind erstabzählbar.
- Alexandroff-diskrete Räume sind lokal wegzusammenhängend.
- Alexandroff-diskrete Räume sind lokalkompakt (in dem Sinne, dass jeder Punkt eine lokale Basis aus kompakten Umgebungen hat).[1]
- Alexandroff-diskrete Räume sind orthokompakt. Das folgt direkt daraus, dass jede offene Überdeckung eines Alexandroff-diskreten Raumes innererhaltend ist.

## Beispiele
- Bilder von Alexandroff-diskreten Räumen unter stetigen Abbildungen müssen nicht Alexandroff-diskret sein. Etwa ist eine bijektive Abbildung {\displaystyle \mathbb {N} \rightarrow \mathbb {Q} } aufgrund der diskreten Topologie auf {\displaystyle \mathbb {N} } immer stetig, aber ihr Bild {\displaystyle \mathbb {Q} } ist nicht Alexandroff-diskret.
{\displaystyle \bigcap _{n\geq 1}\mathbb {Q} \cap \left(-{\frac {1}{n}},{\frac {1}{n}}\right)=\{0\}}